# Бял фосфор
Белият фосфор е алотропна форма на фосфора.

## Физични свойства и строеж
Белият фосфор е бяло восъкоподобно вещество с молекулна кристална решетка, която е четириатомни молекули с тетраедричен строеж (P4). Във всяка молекула всеки фосфорен атом се свързва чрез трите си единични p-електрона с другите три фосфорни атома. Валентните ъгли между фосфорните атоми в тетраедрите са по 60°. Термодинамично нестабилен е, защото се преминава в червен и черен фосфор. Топи се при 44,1 °C и се кипи при 280,5 °C. По-лек е от червения и има плътност 1,83 g/cm3. Разтваря се в мазнини, бензен, тетрахлорометан, серовъглерод, дисерен дихлорид и др. Не провежда електрически ток.

## Химични свойства
Съхранява се под вода, защото е силно реактивоспособен и на въздуха се самозапалва при много слабо нагряване. В химично отношение е значително по-активен от останалите полиморфни форми, което се дължи на неговата молекулна кристална решетка.

## История
През 1669 г. алмихикът Х. Брант, търсейки „философския камък“, изолира бял фосфор.

## Опасности
Силно отровен е. Изгарянията от белия фосфор предизвикват трудно лечими рани.

## Употреба
Използва се в бомби, артилерия, минохвъргачки и ракетни оръжия. Използва се за получаване на останалите полиморфни форми на фосфора. Във филма „Аватар“ се използва за оръжие, казващо ракети H20.